# Shaker Verlag
Der Shaker Verlag mit Sitz in Düren ist ein Wissenschaftsverlag. Die Tochtergesellschaft Shaker Media GmbH bietet auch Autoren mit anderen Inhalten, wie z. B. Belletristik, eine Publikationsmöglichkeit an, die dem Vorbild von Book-on-Demand-Dienstleistern bzw. Self-Publishing-Plattformen ähnelt.

## Geschäftsmodelle

### Shaker Verlag
Gegründet wurde das Unternehmen 1986 unter der Bezeichnung „Shaker Verlag“ von Chaled Shaker. Es widmet sich wissenschaftlichen Publikationen, vornehmlich Monographien und Dissertationen. Schon relativ früh spezialisierte sich das Unternehmen auf den Digitaldruck für die Herstellung von Buchausgaben in Kleinstauflagen für ein Nischenpublikum. 2010 waren über 20.000 Werke lieferbar, und zwar sowohl als Buch wie auch als PDF-Datei, die zum sofortigen Download angeboten wird.
Shaker bietet u. a. bei Bedarf die Vermittlung freiberuflicher Korrektoren, Lektoren oder Grafiker an, sofern ein Autor das nicht in Anspruch nimmt, muss er die Korrektur, das Lektorat und die Erstellung einer „druckreifen, satzfertigen Vorlage“ selbst übernehmen. Eine Preiskalkulation, um u. a. die Höhe des Druckkostenzuschusses für einen Titel zu errechnen, kann erst „nach Registrierung im Autorenaccount“ durchgeführt werden. Einzige Gratisleistungen seitens des Shaker Verlags sind: Vergabe einer ISBN, Eintrag im Verzeichnis lieferbarer Bücher (VLB) und der dadurch mögliche Vertrieb eines Titels an Sortiments- und Onlinebuchhandlungen.
Außerdem werden in dem Unternehmen zahlreiche Publikationsreihen (Institutsreihen, Forschungsergebnisse sowie Tagungs- und Konferenzbände europäischer Veranstaltungen und Tagungen) veröffentlicht.

### Shaker Media GmbH
2007 wurde die Tochtergesellschaft Shaker Media GmbH in Herzogenrath gegründet, die sich im Gegensatz zum Mutterunternehmen auf den allgemeinen Buchmarkt konzentriert. Darüber kann jeder wie bei anderen Book-on-Demand-Dienstleistern bzw. Self-Publishing-Plattformen ohne zusätzliche Kosten ein fertiges Buch hochladen. Allerdings fordert das Unternehmen laut eigener Aussage von den Autoren einen gewissen Qualitätsstandard, um die „Verkaufschancen“ zu erhöhen. Sollte dieser Qualitätsstandard nicht gegeben sein, wird seitens des Unternehmens auf kostenpflichtige Dienstleister zur Hebung der Qualität eines Buchtitels hingewiesen.

## Kritik
Über mehrere Jahre wurde Shaker ein aggressives Marketing vorgeworfen, wie z. B. an Autoren unaufgefordert E-Mails und Briefpost zu versenden.